# Insurrection (album de John Zorn)
Pour les articles homonymes, voir Insurrection.

Insurrection est un album de John Zorn joué par un quartet composé de deux guitares, basse et batterie. Tous les titres font référence à des œuvres littéraires majeures du XXe siècle, dont la liste Titre/Auteur se trouve dans le boitier : The Recognitions (William Gaddis, 1955), Pulsations (Clarice Lispector, 1978), A Void (Georges Perec, 1969), Mason and Dixon (Thomas Pynchon, 1997), Progeny (Pierre Guyotat, 2000), The Journal of Albion Moonlight (Kenneth Patchen, 1941), The Atrocity Exhibition (J. G. Ballard, 1970), The Unnameable (Samuel Beckett, 1953) , Cat's Cradle (Kurt Vonnegut, 1963), Nostromo (Joseph Conrad, 1904).

## Titres
| No  | Titre                           | Durée |
| --- | ------------------------------- | ----- |
| 1.  | The Recognitions                | 3:41  |
| 2.  | Pulsations                      | 8:26  |
| 3.  | A Void                          | 4:50  |
| 4.  | Mason and Dixon                 | 5:04  |
| 5.  | Progeny                         | 2:33  |
| 6.  | The Journal of Albion Moonlight | 6:55  |
| 7.  | The Atrocity Exhibition         | 4:44  |
| 8.  | The Unnameable                  | 3:12  |
| 9.  | Cat's Cradle                    | 3:07  |
| 10. | Nostromo                        | 3:47  |

## Personnel
- Julian Lage - guitare
- Matt Hollenberg - guitare
- Trevor Dunn - basse
- Kenny Grohowski - batterie